# Горличка білолоба
Горличка білолоба (Leptotila verreauxi) — вид голубоподібних птахів родини голубових (Columbidae). Мешкає в США, Мексиці, Центральній і Південній Америці. Вид названий на честь французького натураліста Едуарда Верро. Виділяють низку підвидів.

## Опис

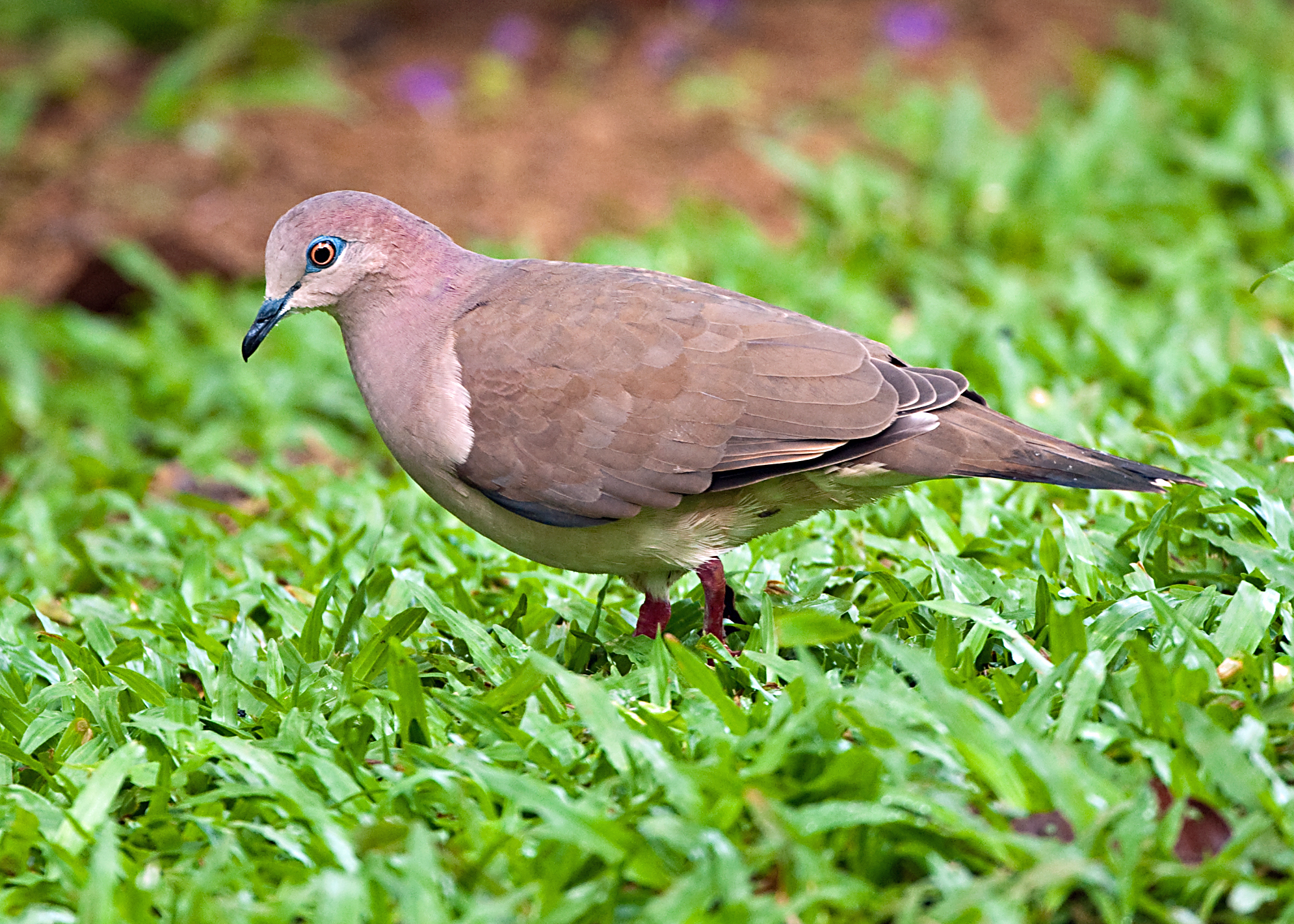
Білолоба горличка

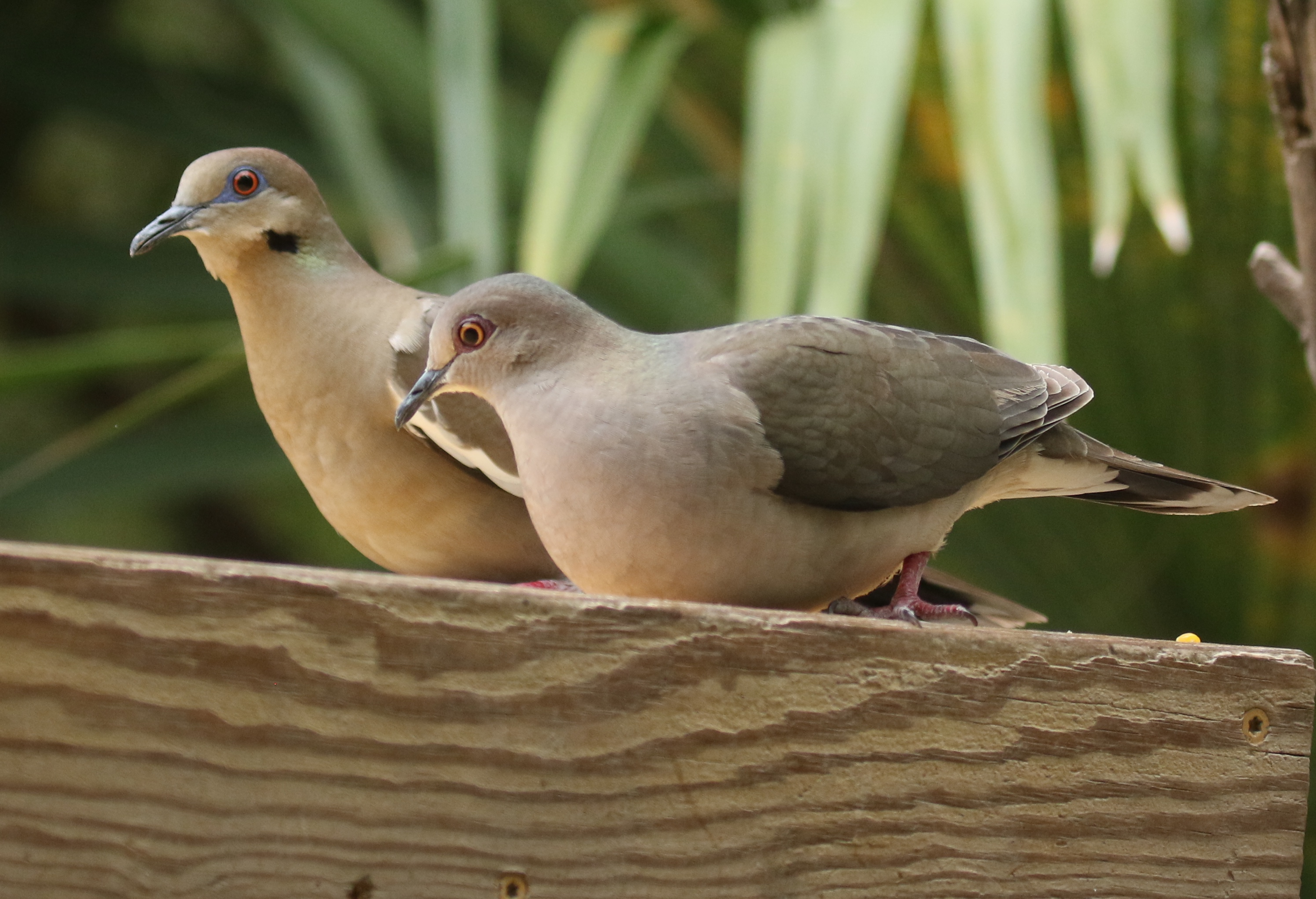
Білолобі горлички

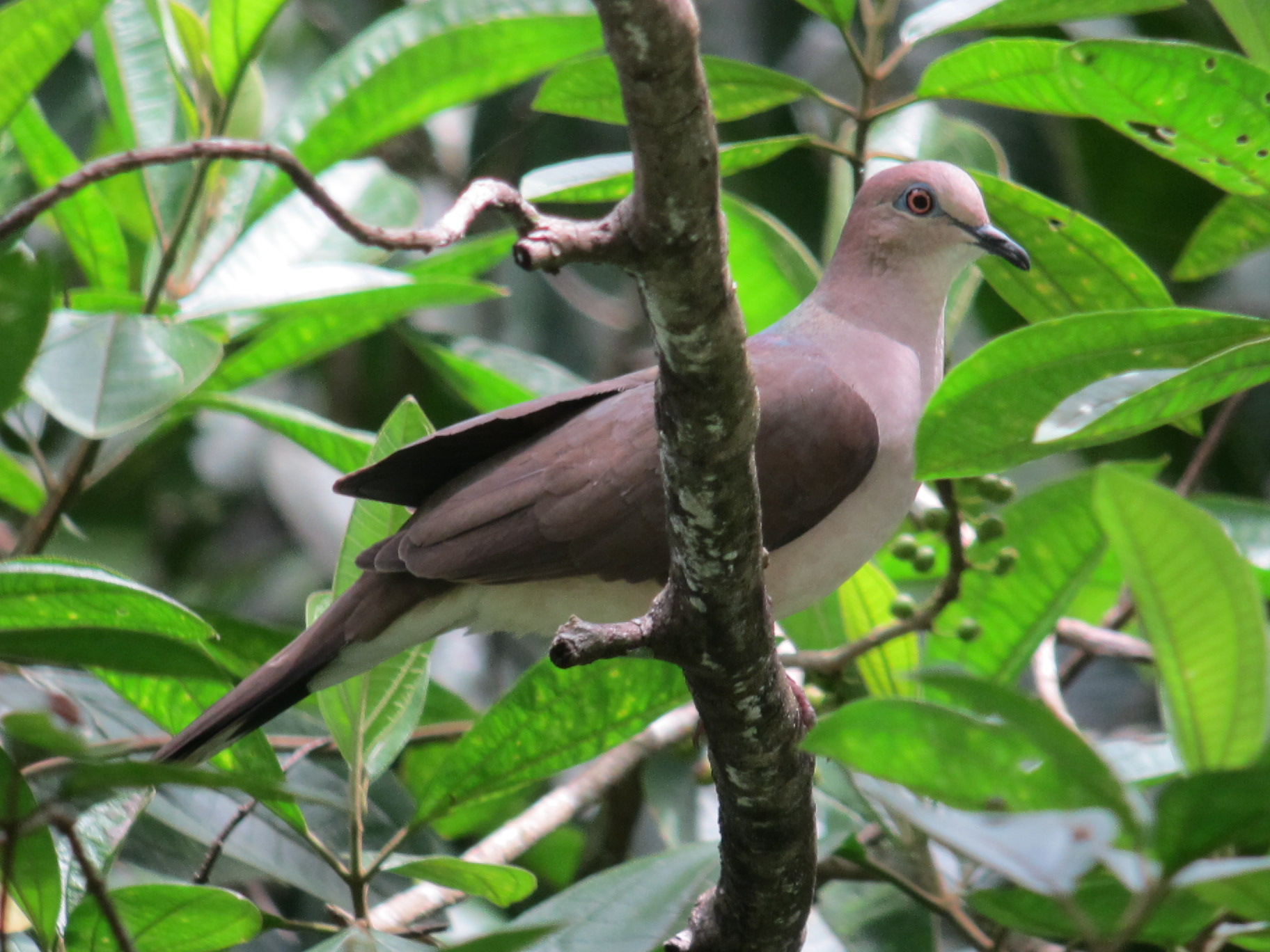
Білолоба горличка

Довжина птаха становить 23,5-29,5 см, вага 155 г. Верхня частина голови сіра, лоб сіруватий або білуватий, горло білувате. Верхня частина тіла сіро-коричнева або каштаново-коричнева, нижня частина тіла білувата, рожевувата, тьмяно-сіра або охриста, в залежності від підвиду. Задня частина шиї коричнева або сіра з рожевим, бронзово-зеленим або рудуватим відтінком. Нижні покривні пера крил руді. На кінці хвоста широка біла смуга, помітна в польоті. Райдужки жовті, навколо очей плями голої червоної шкіри, у представників деяких південноамериканских підвидів вони сині. Дзьоб чорний, лапи червоні.

## Підвиди
Виділяють тринадцять підвидів:
- L. v. capitalis Nelson, 1898 — острови Лас-Трес-Маріас[es] (біля західного узбережжя Мексики);
- L. v. angelica Bangs & Penard, TE, 1922 — південь Техасу, північ і центр Мексики;
- L. v. fulviventris Lawrence, 1882 — від південно-східної Мексики до Белізу і північно-східної Гватемали;
- L. v. bangsi Dickey & Van Rossem, 1926 — від заходу Гватемали до заходу Нікарагуа і Гондурасу;
- L. v. nuttingi Ridgway, 1915 — узбережжя озера Нікарагуа;
- L. v. verreauxi Bonaparte, 1855 — від південно-західного Нікарагуа і Коста-Рики до північної Венесуели, Нідерландські Антильські острови і острів Тринадад;
- L. v. tobagensis Hellmayr & Seilern, 1915 — острів Тобаго;
- L. v. hernandezi Romero-Zambrano & Morales-Sanchez, 1981 — південно-західна Колумбія;
- L. v. decolor Salvin, 1895 — від західної Колумбії до західного і північного Перу;
- L. v. brasiliensis (Bonaparte, 1856) — Гвіана і північна Бразилія;
- L. v. approximans Cory, 1917 — північно-східна Бразилія;
- L. v. decipiens (Salvadori, 1871) — схід Перу, Болівія, західна, центральна і східна Бразилія;
- L. v. chalcauchenia Sclater, PL & Salvin, 1870 — від південної Болівії до південно-східної Бразилії, Уругваю і півночі центральної Аргентини.

## Поширення і екологія
Білолобі горлички живуть на узліссях сухих і вологих тропічних лісів, в сухих чагарникових заростях і рідколіссях, на полях і плантаціях. Зустрічаються поодинці або парами, на висоті до 2800 м над рівнем моря. Живляться плодами, насінням трав, зерном і комахами, яких шукають на землі та серед трави. Гніздо відносно велике, чашоподібне, зроблене з гілочок, розміщується в розвилці гілок на дереві, на висоті від 1,8 до 3 м над землею. Його будує самиця. а самець приносить їй матеріал. В кладці 2-3 білих або кремових яйця. Інкубаційний період триває 14 днів, пташенята покидають гніздо через 15 днів після вилуплення.

## Збереження
МСОП класифікує цей вид як такий, що не потребує особливих заходів зі збереження. За оцінками дослідників, популяція білолобих горличок становить приблизно 20 мільйонів птахів.